# Landsbyggðarflokkurinn
Landsbyggðarflokkurinn (deutsch: Provinzpartei oder wörtlich Partei des ländlichen Gebiets) war eine Kleinpartei in Island, die zur Parlamentswahl 2013 mit dem Parteibuchstaben M antrat. Sie war seit 2014 nicht mehr aktiv und wurde 2020 offiziell aufgelöst.

## Geschichte
Gegründet wurde die Partei am 23. Februar 2013. Bei ihrem erstmaligen Antritt zur Parlamentswahl vom 27. April 2013 erreichte die Partei 0,17 Prozent der Stimmen und erhielt damit keinen Sitz im nationalen Parlament Althing. Seit Anfang 2014 ist die Partei in den Medien nicht mehr in Erscheinung getreten. Zur Parlamentswahl in Island 2016 ist sie nicht angetreten. Am 6. März 2020 wurde die Partei offiziell aufgelöst und aus dem isländischen Handelsregister gestrichen.

## Programm
In ihrem Programm setzte sich die Partei unter anderem für folgendes ein:
- Möglichkeiten zur Liberalisierung der Landwirtschaft sollen geprüft werden
- die lokale Autonomie soll erhöht werden
- umweltfreundliche Fischerei soll gefördert werden
- mehr direkte Demokratie: große politische Entscheidungen sollen generell in einer Volksabstimmung entschieden werden